# Pokémon Quest
Pokémon Quest est un jeu vidéo d'action-aventure free-to-play développé par Game Freak et édité par Nintendo, sorti en 2018 sur Nintendo Switch, iOS et Android. Dans les premiers jours de son lancement sur la Switch, il a généré plus d'un million de téléchargements dans le monde entier.

## Système de jeu

### Généralités
Pokémon Quest dispose d'un design similaire à Minecraft. Le jeu se déroule dans l'île Trois-Dés, avec des Pokémon en forme de cube. Les Pokémon présents dans le jeu sont les 151 premiers Pokémon issus de la région de Kanto dans Pokémon Rouge et Bleu. Dans le jeu, les joueurs contrôlent une base et l'équipe des Pokémons. Le joueur a pour mission principale de compléter tous les niveaux sur l'île en battant les Pokémon sauvages. Le processus de jeu peut être divisé en quatre parties : la gestion du camp de base, la poursuite du scénario, l'entraînement des Pokémon et en attraper d'autres.
Seul la version chinoise du jeu ajoutent des Pokémon issus d'autres régions.

### La gestion de la base
La base aide le joueur à terminer le jeu. Dans la base, le joueur est en mesure de préparer des plats (pour attirer de nouveaux Pokémon), d'ajouter des décorations pour avoir des bonus et de recevoir un nouveau Pokémon qui vient dans la base une fois toutes les 22 h.

### L'histoire
Le joueur a besoin de libérer l'île des Pokémon sauvages. Pour ce faire, les joueurs doivent passer par 12 mondes, chacun étant constitué de 3 à 7 niveaux. Pour chaque niveau, les joueurs peuvent apporter jusqu'à trois Pokémon avec eux. Les Pokémon peuvent utiliser des attaques spéciales en plus de l'attaque automatique. Au total, le jeu a 167 movesets uniques distribués de telle sorte que chaque Pokémon possède de 2 à 11 coups spéciaux. Après avoir utilisé une attaque spéciale, le Pokémon a besoin de 3 secondes avant de la restaurer. Au cours de cette période, il ne peut utiliser que les attaques normales (automatiques). Chaque niveau complété débloque l'accès au niveau suivant du monde.

### L'entraînement des Pokémon
Au total, il y a 151 Pokémon dans Pokémon Quest, hors version chinoise. Entraîner les Pokémon augmente leurs niveaux et plus. Atteindre de hauts niveaux permet aux Pokémon d'évoluer dans une nouvelle forme et ouvre également des emplacements supplémentaires dans l'inventaire du Pokémon. L'inventaire est utilisé pour équiper des pierres spéciales qui augmentent la force et la santé du Pokémon. Aussi, un joueur peut entraîner les Pokémon avec de nouveaux coups spéciaux, au lieu de ceux qu'ils possède déjà.

## Sortie du jeu
Pokémon Quest a été annoncé lors d'une conférence de presse tenue par The Pokémon Company le 30 mai 2018 et publié sur l'eShop pour la console Nintendo Switch plus tard le même jour. Il a également été annoncé qu'une version mobile serait disponible pour les appareils iOS et Android à la fin juin 2018,. Pokémon Quest est sorti sur Android et iOS le 27 juin 2018,,.
Au lancement du jeu, trois contenus téléchargeables payants étaient disponibles ainsi que des consommables. Les packs contiennent des éléments et des bonus qui peuvent être utilisés pour faciliter la progression dans le jeu.

## Accueil
Glen Fox de Nintendo Life a noté que le jeu était « casual » et « facile d'accès, » mais il a critiqué le système d'énergie implémenté dans le jeu tout en estimant qu'il ne poussait pas trop à la dépense d'argent réel. Brian Shea de Game Informer a remarqué quelques bugs : « J'aime des parties de Pokémon Quest mais l'aventure ne parvient jamais à rien de mémorable ».
Après les deux jours de sa sortie, le jeu a reçu plus d'un million de téléchargements.